# Панцрам, Карл
Карл Панцрам (англ. Carl Panzram) (28 июня 1891 — 5 сентября 1930) — американский серийный убийца, насильник, грабитель и поджигатель. В тюрьме написал подробную автобиографию, где описывал свою жизнь и преступления. Он утверждал, что совершил 22 убийства, большинство из них не могли быть подтверждены, так как трупы он скармливал крокодилам. Также было более 1000 инцидентов изнасилований гомосексуального характера. После серии тюрем и побегов он был казнен в 1930 году за убийство тюремного служащего в федеральной тюрьме Ливенворта. Известен своими крайне человеконенавистническими и нигилистическими убеждениями.

## Биография
Карл Панцрам родился в Миннесоте в 1891 году, в семье эмигрантов из Германии, Джона (Йоханна) и Матильды. Он рос на ферме, где ему приходилось много заниматься тяжёлым физическим трудом. Семья была большой — у Карла было пятеро братьев и одна сестра. Когда Карлу было 7 лет, его родители развелись. В 11 лет он обокрал дом соседа, за что братья избили его до потери сознания. В 1903 году он оказывается в исправительной школе для подростков. Позднее Панцрам скажет, что именно в этом исправительном заведении он научился превосходно лгать и стал гораздо более жестоким. В исправительной школе суровые физические наказания учеников были нормой, многократно избитый и униженный Карл в результате решил отомстить за свои страдания. Седьмого июля 1905 года он сделал простое устройство и с помощью него поджёг мастерские в школе. Именно в школе, по словам Панцрама, начали формироваться его ненависть к людям и крайняя жестокость.
В 14 лет он настоял на том, чтобы мать отдала его в обычную школу. Однако проучился он там недолго — поссорившись с учителем, который несколько раз наказал его, он принёс в школу пистолет, намереваясь убить учителя в классе. Но план не удался — пистолет у Карла Панцрама выбили из рук. Из-за этого инцидента его выгнали из школы, после чего Карл Панцрам навсегда покинул Миннесоту, уехав на товарном поезде. Сбежав из дома, юный Карл бродяжничает по стране, путешествуя на товарных поездах, добывая себе пропитание попрошайничеством и воровством. В это время, по его собственным словам, его жестоко изнасиловали четверо бродяг. Спустя некоторое время его арестовывают за кражу со взломом и приговаривают к 1 году пребывания в исправительной школе. В 1907 Карл вместе с другим подростком совершает удачный побег из школы.
Повзрослев, Карл вполне сознательно усугубил свой асоциальный стиль жизни преступника до крайности. Он занимался воровством, грабежами, поджогами, а также изнасилованиями мужчин и мальчиков, серийными убийствами.
В августе 1920 года он ограбил дом бывшего президента США Уильяма Тафта. В результате этого ограбления в руках у Панцрама оказалась приличная сумма денег, которую он потратил на покупку яхты. В дальнейшем он будет нанимать матросов якобы для работы на яхте, а затем насиловать и убивать их. Позже он отправился в Африку, где убил шестерых местных жителей. Этих людей Карл заманил в джунгли якобы для того, чтобы они помогли ему охотиться на крокодилов. Тела убитых были скормлены крокодилам.

## Арест и казнь
30 августа 1928 года Панцрам был арестован в Балтиморе, штат Мэриленд, за кражу со взломом в Вашингтоне — похищение радио и ювелирных украшений из дома стоматолога 20 августа 1928 года. Во время допроса он добровольно признался в убийстве трёх человек и в актах вредительства (диверсиях), таких как отравление водоснабжения одного города мышьяком или затопление британского военного корабля в гавани Нью-Йорка, чтобы спровоцировать войну между США и Великобританией. В федеральной тюрьме Ливенворта Панцрам, отобрав у надзирателя дубинку, избил его до смерти. Карл Панцрам был приговорён судом к смертной казни путём повешения.

Находясь в камере смертников, Панцрам подружился с офицером  Генри Лессером (1902–1983),  который давал ему деньги на покупку сигарет. Панцрам был настолько удивлен этим актом доброты, что после того, как Лессер предоставил ему письменные принадлежности, Панцрам, ожидая казни, написал подробное описание своих преступлений и нигилистической философии. В этом он ясно дал понять, что не раскаивается ни в одном из всех грабежей, убийств, изнасилований и поджогов, в которых он участвовал. Мемуары начинались с простого заявления:
За свою жизнь я убил 21 человека, я совершил тысячи краж, грабежей, воровства, поджогов и, наконец, что не менее важно, я совершил содомию более чем с 1000-ю мужчин. Обо всём этом я ни капли не сожалею.
5 сентября 1930 года приговор был приведён в исполнение. Весьма наглядно его личность раскрывают последние слова, сказанные палачу перед казнью:
Шевелись, ублюдок! Я бы мог убить дюжину человек, пока ты валяешь дурака!

## В массовой культуре
- Писатель Томас Э. Гаддис, который познакомился с Панцрамом в тюрьме, уговорил его разрешить использовать его жизнь как сюжет для книги. Спустя 40 лет, в 1970 году книга под названием «Убийца: Дневник убийств» (англ. Killer: A Journal of Murder) была выпущена. В 1996 году по ней был снят одноимённый фильм, исполнил роль Панцрама Джеймс Вудс.
- Упоминается в сериале "Мыслить как преступник" (13 сезон, 2 серия).
- В фильме Виртуозность (1995) один из прототипов SID 6.7 является Карл Панцрам.
- В 2012 году режиссер Джон Боровски выпустил документальный фильм под названием «Карл Панцрам: дух ненависти и мести».